# Lestomyia fraudigera
Lestomyia fraudigera là một loài ruồi trong họ Asilidae. Lestomyia fraudigera được Williston miêu tả năm 1883. Loài này phân bố ở vùng Tân Bắc giới.